# Patristik
Patristik (av lat. pater "fader", här främst "kyrkofader") är vetenskapen om den tidiga kristna kyrkans litteratur och även om den tidiga kyrkan i allmänhet, alltifrån den tid som följer efter apostlatiden. Den senare gränsen för patristiken brukar sättas vid Isidorus av Sevilla i väst (600-talet) och Johannes av Damaskus i öst (700-talet). Enligt Alistair McGrath sätts dock gränsen till konciliet i Chalkedon, 451.
I Sverige finns det vetenskapliga sällskapet Collegium Patristicum Lundense, som vart fjärde år anordnar nordiska patristikermöten i Lund och utger tidskriften Patristica Nordica Annuaria, samt patristikseminariet vid The Newman Institute Research Seminar in Late Ancient and Byzantine Cultures (tidigare Newmaninstitutet) i Uppsala. Seminariet anordnas i samarbete med teologiska institutionen vid Uppsala universitet.